# The Little Hut
The Little Hut is een Britse filmkomedie uit 1957 onder regie van Mark Robson. Het scenario is gebaseerd op het toneelstuk La Petite Hutte (1947) van de Franse auteur André Roussin. Destijds werd de film in Nederland uitgebracht onder de titel De kleine hut.

## Verhaal
Susan Ashlow vindt dat ze niet genoeg aandacht krijgt van haar drukbezette man Philip. Ze haalt hem ertoe over om samen met een paar vrienden met hun jacht een reisje te maken. Ze lijden schipbreuk op een onbewoond eiland. Philip en zijn vriend Henry Brittingham-Brett strijden om de aandacht van Susan.

## Rolverdeling
| Acteur          | Personage                  |
| --------------- | -------------------------- |
| Ava Gardner     | Susan Ashlow               |
| Stewart Granger | Philip Ashlow              |
| David Niven     | Henry Brittingham-Brett    |
| Walter Chiari   | Mario                      |
| Finlay Currie   | Bertram Brittingham-Brett  |
| Jean Cadell     | Hermione Brittingham-Brett |
| Jack Lambert    | Kapitein MacWalt           |
| Henry Oscar     | Mijnheer Trollope          |
| Viola Lyel      | Juffrouw Edwards           |
| Jaron Yaltan    | Indiase heer               |